# Ceromya speciosa
Ceromya speciosa là một loài ruồi trong họ Tachinidae.